# Liste des orgues d'Île-de-France protégés aux monuments historiques
Cet article recense les orgues protégés aux monuments historiques en Île-de-France, France.

## Liste
| Orgue                                                  | Département       | Commune               | Édifice                                                     | Référence | Année          | Protection | Illus. |
| ------------------------------------------------------ | ----------------- | --------------------- | ----------------------------------------------------------- | --- | -------------- | ---------- | ------ |
| Orgue de tribune buffet                                | Essonne           | Corbeil-Essonnes      | Cathédrale Saint-Spire de Corbeil-Essonnes                  | « PM91000116 », notice no PM91000116 « PM91000758 », notice no PM91000758 | 1930           | Classé     |        |
| Orgue de tribune partie instrumentale                  | Essonne           | Corbeil-Essonnes      | Église Saint-Étienne de Corbeil-Essonnes                    | « PM91000759 », notice no PM91000759 « PM91000760 », notice no PM91000760 | 2000           | Inscrit    |        |
| Orgue de tribune partie instrumentale                  | Essonne           | Dourdan               | Église Saint-Germain de Dourdan                             | « PM91000761 », notice no PM91000761 « PM91000138 », notice no PM91000138 | 1981           | Classé     |        |
| Orgue de tribune buffet, partie instrumentale          | Essonne           | Étampes               | Église Notre-Dame d'Étampes                                 | « PM91000184 », notice no PM91000184 « PM91000762 », notice no PM91000762 « PM91000183 », notice no PM91000183                                                                           | 1966 1975      | Classé     |        |
| Orgue de tribune buffet, partie instrumentale          | Essonne           | Étampes               | Église Saint-Basile d'Étampes                               | « PM91000188 », notice no PM91000188 « PM91000763 », notice no PM91000763 « PM91000191 », notice no PM91000191                                                                           | 1908           | Classé     |        |
| Orgue de tribune buffet, tribune                       | Essonne           | La Ferté-Alais        | Église Notre-Dame de La Ferté-Alais                         | « PM91000764 », notice no PM91000764 « PM91000216 », notice no PM91000216 | 1912           | Classé     |        |
| Orgue de tribune partie instrumentale                  | Essonne           | Limours               | Église Saint-Pierre de Limours                              | « PM91000765 », notice no PM91000765 « PM91000427 », notice no PM91000427 | 1990           | Classé     |        |
| Orgue de tribune partie instrumentale                  | Hauts-de-Seine    | Clichy                | Église Saint-Vincent-de-Paul de Clichy                      | « PM92000265 », notice no PM92000265 « PM92000047 », notice no PM92000047 | 1984           | Classé     |        |
| Orgue de tribune partie instrumentale                  | Hauts-de-Seine    | Courbevoie            | Église Saint-Maurice de Bécon-les-Bruyères                  | « PM92000266 », notice no PM92000266 « PM92000053 », notice no PM92000053 | 1985           | Classé     |        |
| Orgue de tribune partie instrumentale                  | Hauts-de-Seine    | Malakoff              | Église Notre-Dame-de-la-Médaille-Miraculeuse de Malakoff    | « PM92000267 », notice no PM92000267 « PM92000268 », notice no PM92000268 | 1984           | Inscrit    |        |
| Orgue de tribune partie instrumentale                  | Hauts-de-Seine    | Meudon                | Auditorium Marcel-Dupré                                     | « PM92000269 », notice no PM92000269 « PM92000270 », notice no PM92000270 | 1991           | Classé     |        |
| Orgue de tribune buffet                                | Hauts-de-Seine    | Rueil-Malmaison       | Église Saint-Pierre-Saint-Paul de Rueil-Malmaison           | « PM92000109 », notice no PM92000109 « PM92000271 », notice no PM92000271 | 1970           | Classé     |        |
| Orgue de tribune buffet, partie instrumentale          | Paris             | Paris 1er             | Église Saint-Germain-l'Auxerrois                            | « PM75000113 », notice no PM75000113 « PM75004210 », notice no PM75004210 « PM75000185 », notice no PM75000185                                                                           | 1862           | Classé     |        |
| Orgue de tribune buffet, partie instrumentale          | Paris             | Paris 1er             | Église Saint-Leu-Saint-Gilles                               | « PM75004212 », notice no PM75004212 « PM75004211 », notice no PM75004211 « PM75000222 », notice no PM75000222                                                                           | 1915           | Classé     |        |
| Orgue de tribune buffet, partie instrumentale          | Paris             | Paris 1er             | Église Saint-Roch                                           | « PM75000298 », notice no PM75000298 « PM75004213 », notice no PM75004213 « PM75000352 », notice no PM75000352                                                                           | 1981           | Classé     |        |
| Orgue de chœur buffet                                  | Paris             | Paris 1er             | Église Saint-Roch                                           | « PM75000307 », notice no PM75000307 « PM75004214 », notice no PM75004214 | 1905           | Classé     |        |
| Orgue de tribune buffet                                | Paris             | Paris 2e              | Basilique Notre-Dame-des-Victoires                          | « PM75000502 », notice no PM75000502 « PM75004217 », notice no PM75004217 | 1905           | Classé     |        |
| Orgue de tribune buffet, partie instrumentale          | Paris             | Paris 3e              | Cathédrale Sainte-Croix                                     | « PM75000587 », notice no PM75000587 « PM75004220 », notice no PM75004220 « PM75000612 », notice no PM75000612                                                                           | 1905           | Classé     |        |
| Orgue de tribune buffet                                | Paris             | Paris 3e              | Église Saint-Denys-du-Saint-Sacrement                       | « PM75000530 », notice no PM75000530 « PM75004218 », notice no PM75004218 | 1905           | Classé     |        |
| Orgue de tribune buffet, partie instrumentale          | Paris             | Paris 3e              | Église Sainte-Élisabeth-de-Hongrie                          | « PM75000572 », notice no PM75000572 « PM75004219 », notice no PM75004219 « PM75000575 », notice no PM75000575                                                                           | 1905           | Classé     |        |
| Orgue de tribune buffet, partie instrumentale          | Paris             | Paris 3e              | Église Saint-Nicolas-des-Champs                             | « PM75000621 », notice no PM75000621 « PM75004221 », notice no PM75004221 « PM75000667 », notice no PM75000667                                                                           | 1905           | Classé     |        |
| Orgue de tribune buffet, partie instrumentale, tribune | Paris             | Paris 4e              | Cathédrale Notre-Dame de Paris                              | « PM75004222 », notice no PM75004222 « PM75000693 », notice no PM75000693 « PM75002781 », notice no PM75002781 « PM75000685 », notice no PM75000685 « PM75004223 », notice no PM75004223 | 1905 1974 1991 | Classé     |        |
| Orgue de tribune buffet                                | Paris             | Paris 4e              | Église Notre-Dame-des-Blancs-Manteaux                       | « PM75000898 », notice no PM75000898 « PM75004224 », notice no PM75004224 | 1905           | Classé     |        |
| Orgue de tribune buffet, partie instrumentale          | Paris             | Paris 4e              | Église Saint-Gervais-Saint-Protais                          | « PM75000945 », notice no PM75000945 « PM75004225 », notice no PM75004225 « PM75001007 », notice no PM75001007                                                                           | 1905           | Classé     |        |
| Orgue de tribune buffet, partie instrumentale          | Paris             | Paris 4e              | Église Saint-Merri                                          | « PM75001088 », notice no PM75001088 « PM75004226 », notice no PM75004226 « PM75001125 », notice no PM75001125                                                                           | 1905           | Classé     |        |
| Orgue de tribune buffet                                | Paris             | Paris 4e              | Église Saint-Paul-Saint-Louis                               | « PM75001132 », notice no PM75001132 « PM75004227 », notice no PM75004227 | 1905           | Classé     |        |
| Orgue de tribune partie instrumentale                  | Paris             | Paris 5e              | Chapelle de la Sorbonne                                     | « PM75004229 », notice no PM75004229 « PM75001728 », notice no PM75001728 | 1980           | Classé     |        |
| Orgue de tribune buffet, partie instrumentale          | Paris             | Paris 5e              | Église Saint-Étienne-du-Mont                                | « PM75001348 », notice no PM75001348 « PM75004230 », notice no PM75004230 « PM75001363 », notice no PM75001363                                                                           | 1905           | Classé     |        |
| Orgue de tribune buffet                                | Paris             | Paris 5e              | Église Saint-Jacques-du-Haut-Pas                            | « PM75001365 », notice no PM75001365 « PM75004231 », notice no PM75004231 | 1905           | Classé     |        |
| Orgue de tribune buffet, partie instrumentale          | Paris             | Paris 5e              | Église Saint-Médard                                         | « PM75001421 », notice no PM75001421 « PM75004232 », notice no PM75004232 « PM75001440 », notice no PM75001440                                                                           | 1905           | Classé     |        |
| Orgue de tribune buffet                                | Paris             | Paris 5e              | Église Saint-Nicolas-du-Chardonnet                          | « PM75001452 », notice no PM75001452 « PM75004233 », notice no PM75004233 | 1905           | Classé     |        |
| Orgue de tribune buffet                                | Paris             | Paris 5e              | Église Saint-Séverin                                        | « PM75001572 », notice no PM75001572 « PM75004234 », notice no PM75004234 | 1905           | Classé     |        |
| Orgue de tribune partie instrumentale                  | Paris             | Paris 5e              | Hôpital du Val-de-Grâce                                     | « PM75004228 », notice no PM75004228 « PM75001653 », notice no PM75001653 | 1979           | Classé     |        |
| Orgue de tribune partie instrumentale                  | Paris             | Paris 6e              | Église Saint-Ignace                                         | « PM75004235 », notice no PM75004235 « PM75004236 », notice no PM75004236 | 1975           | Inscrit    |        |
| Orgue de tribune buffet, partie instrumentale          | Paris             | Paris 6e              | Église Saint-Sulpice                                        | « PM75001821 », notice no PM75001821 « PM75004237 », notice no PM75004237 « PM75001873 », notice no PM75001873                                                                           | 1905           | Classé     |        |
| Orgue de tribune partie instrumentale                  | Paris             | Paris 6e              | Immeuble de la congrégation de la mission des Lazaristes    | « PM75004238 », notice no PM75004238 « PM75001913 », notice no PM75001913 | 1980           | Classé     |        |
| Orgue de tribune partie instrumentale                  | Paris             | Paris 7e              | Basilique Sainte-Clotilde                                   | « PM75004239 », notice no PM75004239 « PM75001994 », notice no PM75001994 | 1981           | Classé     |        |
| Orgue de tribune buffet, partie instrumentale          | Paris             | Paris 7e              | Église Saint-Louis-des-Invalides                            | « PM75004241 », notice no PM75004241 « PM75004240 », notice no PM75004240 « PM75002089 », notice no PM75002089                                                                           | 1905           | Classé     |        |
| Orgue de tribune orgue                                 | Paris             | Paris 7e              | Hôtel de Béarn                                              | « PM75004242 », notice no PM75004242 | 2007           | Classé     |        |
| Orgue de tribune partie instrumentale                  | Paris             | Paris 8e              | Église de la Madeleine                                      | « PM75004244 », notice no PM75004244 « PM75002541 », notice no PM75002541 | 1981           | Classé     |        |
| Orgue de tribune partie instrumentale                  | Paris             | Paris 9e              | Église Notre-Dame-de-Lorette                                | « PM75004246 », notice no PM75004246 « PM75002702 », notice no PM75002702 | 1970           | Classé     |        |
| Orgue de tribune partie instrumentale                  | Paris             | Paris 9e              | Église de la Sainte-Trinité                                 | « PM75004245 », notice no PM75004245 « PM75002706 », notice no PM75002706 | 1981           | Classé     |        |
| Orgue de tribune partie instrumentale                  | Paris             | Paris 9e              | Église Saint-Eugène-Sainte-Cécile                           | « PM75004247 », notice no PM75004247 « PM75002703 », notice no PM75002703 | 1980           | Classé     |        |
| Orgue de tribune partie instrumentale                  | Paris             | Paris 9e              | Église Saint-Louis-d'Antin                                  | « PM75004248 », notice no PM75004248 « PM75002704 », notice no PM75002704 | 1980           | Classé     |        |
| Orgue de tribune partie instrumentale                  | Paris             | Paris 9e              | Opéra Garnier                                               | « PM75004249 », notice no PM75004249 « PM75002799 », notice no PM75002799 | 1990           | Classé     |        |
| Orgue de tribune buffet                                | Paris             | Paris 10e             | Église Saint-Laurent                                        | « PM75002715 », notice no PM75002715 « PM75004202 », notice no PM75004202 | 1945           | Classé     |        |
| Orgue de tribune partie instrumentale                  | Paris             | Paris 10e             | Église Saint-Vincent-de-Paul                                | « PM75004203 », notice no PM75004203 « PM75002718 », notice no PM75002718 | 1981           | Classé     |        |
| Orgue de tribune buffet                                | Paris             | Paris 12e             | Hôpital des Quinze-Vingts                                   | « PM75002771 », notice no PM75002771 « PM75004204 », notice no PM75004204 | 1976           | Classé     |        |
| Orgue de tribune buffet, partie instrumentale          | Paris             | Paris 13e             | Chapelle Saint-Louis de la Salpêtrière                      | « PM75002312 », notice no PM75002312 « PM75004206 », notice no PM75004206 « PM75002313 », notice no PM75002313                                                                           | 1927           | Classé     |        |
| Orgue de tribune partie instrumentale                  | Paris             | Paris 13e             | Église Notre-Dame de la Gare                                | « PM75004205 », notice no PM75004205 « PM75002444 », notice no PM75002444 | 1989           | Classé     |        |
| Orgue de tribune partie instrumentale                  | Paris             | Paris 18e             | Basilique du Sacré-Cœur de Montmartre                       | « PM75004207 », notice no PM75004207 « PM75002501 », notice no PM75002501 | 1981           | Classé     |        |
| Orgue de tribune partie instrumentale                  | Paris             | Paris 18e             | Église Saint-Bernard de la Chapelle                         | « PM75004208 », notice no PM75004208 « PM75002802 », notice no PM75002802 | 1990           | Classé     |        |
| Orgue de tribune buffet                                | Paris             | Paris 18e             | Église Saint-Pierre de Montmartre                           | « PM75002524 », notice no PM75002524 « PM75004209 », notice no PM75004209 | 1911           | Classé     |        |
| Orgue de tribune partie instrumentale                  | Paris             | Paris 19e             | Musée de la musique                                         | « PM75004243 », notice no PM75004243 « PM75002596 », notice no PM75002596 « PM75002595 », notice no PM75002595                                                                           | 1943           | Classé     |        |
| Orgue de tribune partie instrumentale                  | Paris             | Paris 20e             | Église Notre-Dame-de-la-Croix de Ménilmontant               | « PM75004215 », notice no PM75004215 « PM75002528 », notice no PM75002528 | 1980           | Classé     |        |
| Orgue de tribune partie instrumentale                  | Paris             | Paris 20e             | Église Saint-Germain de Charonne                            | « PM75004216 », notice no PM75004216 « PM75002803 », notice no PM75002803 | 1991           | Classé     |        |
| Orgue de tribune partie instrumentale                  | Seine-et-Marne    | Bassevelle            | Église Sainte-Croix de Bassevelle                           | « PM77002255 », notice no PM77002255 « PM77000091 », notice no PM77000091 | 1987           | Classé     |        |
| Orgue de tribune partie instrumentale                  | Seine-et-Marne    | Brie-Comte-Robert     | Église Saint-Étienne de Brie-Comte-Robert                   | « PM77002256 », notice no PM77002256 « PM77002119 », notice no PM77002119 | 1987           | Classé     |        |
| Orgue de tribune buffet                                | Seine-et-Marne    | Dammartin-en-Goële    | Église Notre-Dame de Dammartin-en-Goële                     | « PM77001915 », notice no PM77001915 « PM77002257 », notice no PM77002257 | 1939           | Classé     |        |
| Orgue de tribune partie instrumentale                  | Seine-et-Marne    | Fontainebleau         | Chapelle du château de Fontainebleau                        | « PM77002258 », notice no PM77002258 « PM77002259 », notice no PM77002259 | 2000           | Classé     |        |
| Orgue de tribune buffet                                | Seine-et-Marne    | Meaux                 | Cathédrale Saint-Étienne de Meaux                           | « PM77001927 », notice no PM77001927 « PM77002260 », notice no PM77002260 | 1840           | Classé     |        |
| Orgue de tribune partie instrumentale                  | Seine-et-Marne    | Melun                 | Église Notre-Dame de Melun                                  | « PM77002261 », notice no PM77002261 « PM77001119 », notice no PM77001119 | 1989           | Classé     |        |
| Orgue de tribune buffet                                | Seine-et-Marne    | Le Mesnil-Amelot      | Église Saint-Martin du Mesnil-Amelot                        | « PM77001128 », notice no PM77001128 « PM77002262 », notice no PM77002262 | 1983           | Classé     |        |
| Orgue de tribune buffet, partie instrumentale          | Seine-et-Marne    | Mitry-Mory            | Église Saint-Martin de Mitry-Mory                           | « PM77001134 », notice no PM77001134 « PM77002263 », notice no PM77002263 « PM77001137 », notice no PM77001137                                                                           | 1907           | Classé     |        |
| Orgue de tribune buffet, tribune                       | Seine-et-Marne    | Moret-sur-Loing       | Église Notre-Dame de Moret-sur-Loing                        | « PM77002264 », notice no PM77002264 « PM77001933 », notice no PM77001933 | 1840           | Classé     |        |
| Orgue de tribune buffet, partie instrumentale          | Seine-et-Marne    | Nemours               | Église Saint-Jean-Baptiste de Nemours                       | « PM77001283 », notice no PM77001283 « PM77002265 », notice no PM77002265 « PM77001277 », notice no PM77001277                                                                           | 1934 1944      | Classé     |        |
| Orgue de tribune buffet, partie instrumentale          | Seine-et-Marne    | Provins               | Église Saint-Ayoul de Provins                               | « PM77001407 », notice no PM77001407 « PM77002266 », notice no PM77002266 « PM77001389 », notice no PM77001389                                                                           | 1973 1975      | Classé     |        |
| Orgue de tribune buffet, partie instrumentale          | Seine-et-Marne    | Rozay-en-Brie         | Église Notre-Dame de Rozay-en-Brie                          | « PM77001502 », notice no PM77001502 « PM77002267 », notice no PM77002267 « PM77001503 », notice no PM77001503                                                                           | 1944           | Classé     |        |
| Orgue de tribune partie instrumentale                  | Seine-Saint-Denis | Aubervilliers         | Église Notre-Dame-des-Vertus d'Aubervilliers                | « PM93000474 », notice no PM93000474 « PM93000002 », notice no PM93000002 | 1975           | Classé     |        |
| Orgue de chœur partie instrumentale                    | Seine-Saint-Denis | Montreuil             | Église Saint-André de Montreuil                             | « PM93000475 », notice no PM93000475 « PM93000476 », notice no PM93000476 | 1987           | Inscrit    |        |
| Orgue de tribune buffet, partie instrumentale          | Seine-Saint-Denis | Saint-Denis           | Basilique Saint-Denis                                       | « PM93000478 », notice no PM93000478 « PM93000477 », notice no PM93000477 « PM93000205 », notice no PM93000205                                                                           | 1948 1998      | Classé     |        |
| Orgue de tribune partie instrumentale                  | Seine-Saint-Denis | Saint-Denis           | Église Saint-Denis-de-l'Estrée                              | « PM93000479 », notice no PM93000479 « PM93000296 », notice no PM93000296 | 1987           | Classé     |        |
| Orgue de tribune partie instrumentale                  | Val-de-Marne      | Alfortville           | Église Notre-Dame d'Alfortville                             | « PM93000480 », notice no PM93000480 « PM93000481 », notice no PM93000481 | 1978           | Inscrit    |        |
| Orgue de tribune partie instrumentale                  | Val-de-Marne      | Charenton-le-Pont     | Église Saint-Pierre de Charenton-le-Pont                    | « PM94000385 », notice no PM94000385 « PM94000043 », notice no PM94000043 | 1986           | Classé     |        |
| Orgue de tribune partie instrumentale                  | Val-de-Marne      | Maisons-Alfort        | Église Notre-Dame-du-Sacré-Cœur de Maisons-Alfort           | « PM94000386 », notice no PM94000386 « PM94000387 », notice no PM94000387 | 1977           | Inscrit    |        |
| Orgue de tribune partie instrumentale                  | Val-de-Marne      | Maisons-Alfort        | Église Saint-Rémi de Maisons-Alfort                         | « PM94000388 », notice no PM94000388 « PM94000112 », notice no PM94000112 | 1977           | Classé     |        |
| Orgue de tribune partie instrumentale                  | Val-de-Marne      | Nogent-sur-Marne      | Pavillon Baltard                                            | « PM94000389 », notice no PM94000389 « PM94000132 », notice no PM94000132 | 1977           | Classé     |        |
| Orgue de tribune partie instrumentale                  | Val-de-Marne      | Villejuif             | Église Saint-Cyr-Sainte-Julitte                             | « PM94000390 », notice no PM94000390 « PM94000321 », notice no PM94000321 | 1991           | Classé     |        |
| Orgue de tribune partie instrumentale                  | Val-de-Marne      | Vincennes             | Église Notre-Dame de Vincennes                              | « PM94000391 », notice no PM94000391 « PM94000280 », notice no PM94000280 | 1986           | Classé     |        |
| Orgue de tribune partie instrumentale                  | Val-de-Marne      | Vitry-sur-Seine       | Église Saint-Germain de Vitry-sur-Seine                     | « PM94000392 », notice no PM94000392 « PM94000393 », notice no PM94000393 | 1995           | Classé     |        |
| Orgue de tribune partie instrumentale                  | Val-d'Oise        | Asnières-sur-Oise     | Abbaye de Royaumont                                         | « PM95001101 », notice no PM95001101 « PM95000039 », notice no PM95000039 | 1989           | Classé     |        |
| Orgue de tribune partie instrumentale                  | Val-d'Oise        | Écouen                | Château d'Écouen                                            | « PM95001102 », notice no PM95001102 « PM95000220 », notice no PM95000220 | 1984           | Classé     |        |
| Orgue de tribune buffet, partie instrumentale          | Val-d'Oise        | Fontenay-en-Parisis   | Église Saint-Aquilin de Fontenay-en-Parisis                 | « PM95000251 », notice no PM95000251 « PM95001103 », notice no PM95001103 « PM95001104 », notice no PM95001104                                                                           | 1939           | Classé     |        |
| Orgue de tribune buffet, tribune                       | Val-d'Oise        | Gonesse               | Église Saint-Pierre-Saint-Paul de Gonesse                   | « PM95001105 », notice no PM95001105 « PM95000285 », notice no PM95000285 | 1862           | Classé     |        |
| Orgue de tribune buffet                                | Val-d'Oise        | Magny-en-Vexin        | Église Notre-Dame de Magny-en-Vexin                         | « PM95000415 », notice no PM95000415 « PM95001106 », notice no PM95001106 | 1930           | Classé     |        |
| Orgue de tribune partie instrumentale                  | Val-d'Oise        | Marines               | Église Saint-Rémi de Marines                                | « PM95001107 », notice no PM95001107 « PM95000426 », notice no PM95000426 | 1982           | Classé     |        |
| Orgue de tribune buffet                                | Val-d'Oise        | Pontoise              | Cathédrale Saint-Maclou de Pontoise                         | « PM95000524 », notice no PM95000524 « PM95001108 », notice no PM95001108 | 1939           | Classé     |        |
| Orgue de tribune buffet                                | Val-d'Oise        | Pontoise              | Église Notre-Dame de Pontoise                               | « PM95000532 », notice no PM95000532 « PM95001109 », notice no PM95001109 | 1908           | Classé     |        |
| Orgue de tribune partie instrumentale                  | Val-d'Oise        | Saint-Leu-la-Forêt    | Église Saint-Leu-et-Saint-Gilles de Saint-Leu-la-Forêt      | « PM95001110 », notice no PM95001110 « PM95000638 », notice no PM95000638 | 1987           | Classé     |        |
| Orgue à cylindres partie instrumentale                 | Val-d'Oise        | Santeuil              | Église Saint-Pierre-et-Saint-Paul de Santeuil               | « PM95001111 », notice no PM95001111 « PM95001112 », notice no PM95001112 | 2002           | Classé     |        |
| Orgue de tribune buffet                                | Val-d'Oise        | Taverny               | Église Notre-Dame de Taverny                                | « PM95001114 », notice no PM95001114 « PM95001113 », notice no PM95001113 | 1905           | Classé     |        |
| Orgue de tribune buffet, partie instrumentale          | Val-d'Oise        | Villiers-le-Bel       | Église Saint-Éterne de Villiers-le-Bel                      | « PM95001116 », notice no PM95001116 « PM95001115 », notice no PM95001115 « PM95000915 », notice no PM95000915                                                                           | 1939           | Classé     |        |
| Orgue de tribune buffet, partie instrumentale          | Yvelines          | Houdan                | Église Saint-Jacques-le-Majeur-et-Saint-Christophe d'Houdan | « PM78000791 », notice no PM78000791 « PM78001271 », notice no PM78001271 « PM78001272 », notice no PM78001272                                                                           | 1840           | Classé     |        |
| Orgue de tribune partie instrumentale                  | Yvelines          | Limay                 | Église Saint-Aubin de Limay                                 | « PM78001273 », notice no PM78001273 « PM78000267 », notice no PM78000267 | 1986           | Classé     |        |
| Orgue de tribune partie instrumentale                  | Yvelines          | Maisons-Laffitte      | Église Saint-Nicolas de Maisons-Laffitte                    | « PM78001274 », notice no PM78001274 « PM78001275 », notice no PM78001275 | 1985           | Inscrit    |        |
| Orgue de tribune partie instrumentale                  | Yvelines          | Le Pecq               | Église Saint-Wandrille du Pecq                              | « PM78001276 », notice no PM78001276 « PM78000435 », notice no PM78000435 | 1984           | Classé     |        |
| Orgue de chœur partie instrumentale                    | Yvelines          | Saint-Germain-en-Laye | Église Saint-Germain de Saint-Germain-en-Laye               | « PM78001278 », notice no PM78001278 « PM78000541 », notice no PM78000541 | 1984           | Classé     |        |
| Orgue de tribune buffet, partie instrumentale          | Yvelines          | Saint-Germain-en-Laye | Église Saint-Germain de Saint-Germain-en-Laye               | « PM78000532 », notice no PM78000532 « PM78000856 », notice no PM78000856 « PM78000542 », notice no PM78000542                                                                           | 1930 1975      | Classé     |        |
| Orgue de tribune partie instrumentale                  | Yvelines          | Saint-Germain-en-Laye | Église Saint-Louis de Saint-Germain-en-Laye                 | « PM78001279 », notice no PM78001279 « PM78000543 », notice no PM78000543 | 1985           | Classé     |        |
| Orgue de tribune partie instrumentale                  | Yvelines          | Saint-Germain-en-Laye | Maison d'éducation de la Légion d'honneur                   | « PM78001277 », notice no PM78001277 « PM78000540 », notice no PM78000540 | 1985           | Classé     |        |
| Orgue de chœur partie instrumentale                    | Yvelines          | Versailles            | Cathédrale Saint-Louis de Versailles                        | « PM78001280 », notice no PM78001280 « PM78000808 », notice no PM78000808 | 1977           | Classé     |        |
| Orgue de chœur buffet, partie instrumentale            | Yvelines          | Versailles            | Cathédrale Saint-Louis de Versailles                        | « PM78000801 », notice no PM78000801 « PM78000862 », notice no PM78000862 « PM78000745 », notice no PM78000745                                                                           | 1906 1961      | Classé     |        |
| Orgue de tribune buffet                                | Yvelines          | Versailles            | Chapelle du château de Versailles                           | « PM78000806 », notice no PM78000806 « PM78001282 », notice no PM78001282 | 1862           | Classé     |        |
| Orgue de chœur buffet                                  | Yvelines          | Versailles            | Château de Versailles                                       | « PM78000762 », notice no PM78000762 « PM78001281 », notice no PM78001281 | 1907           | Classé     |        |
| Orgue de tribune buffet                                | Yvelines          | Versailles            | Église Notre-Dame de Versailles                             | « PM78000654 », notice no PM78000654 « PM78001283 », notice no PM78001283 | 1930           | Classé     |        |
| Orgue de tribune partie instrumentale                  | Yvelines          | Versailles            | Hôpital Richaud                                             | « PM78001284 », notice no PM78001284 « PM78000864 », notice no PM78000864 | 1985           | Classé     |        |